# 天主教索爾索納教區
天主教索爾索納教區（拉丁語：Dioecesis Celsonensis）是西班牙一個羅馬天主教教區，屬塔拉戈納總教區。
教區位於萊里達省東部，成立於1593年7月19日。2010年有教友128,700人，佔轄區總人口92.0%。教區下轄174個堂區，有110名司鐸。現任教區主教為沙勿略·諾韋爾·戈馬。